# Joseph Brutsman
Joseph Brutsman (Cheyenne, 23 giugno 1960) è un attore, produttore televisivo e sceneggiatore statunitense.
October Three, opera basata sul processo a O. J. Simpson da lui scritta e diretta nel 1997, ha ricevuto numerosi riconoscimenti, tra cui quello per il miglior film al South Beach Film Festival e allo Houston Worldfest.

## Filmografia parziale

### Attore
- Top Secret (Scarecrow and Mrs. King) - serie TV, 7 episodi (1985-1987)

### Regista
- October Three (1997)
- Diario di un'ossessione intima (Diary of a Sex Addict) (2001)